# Equalla Deido

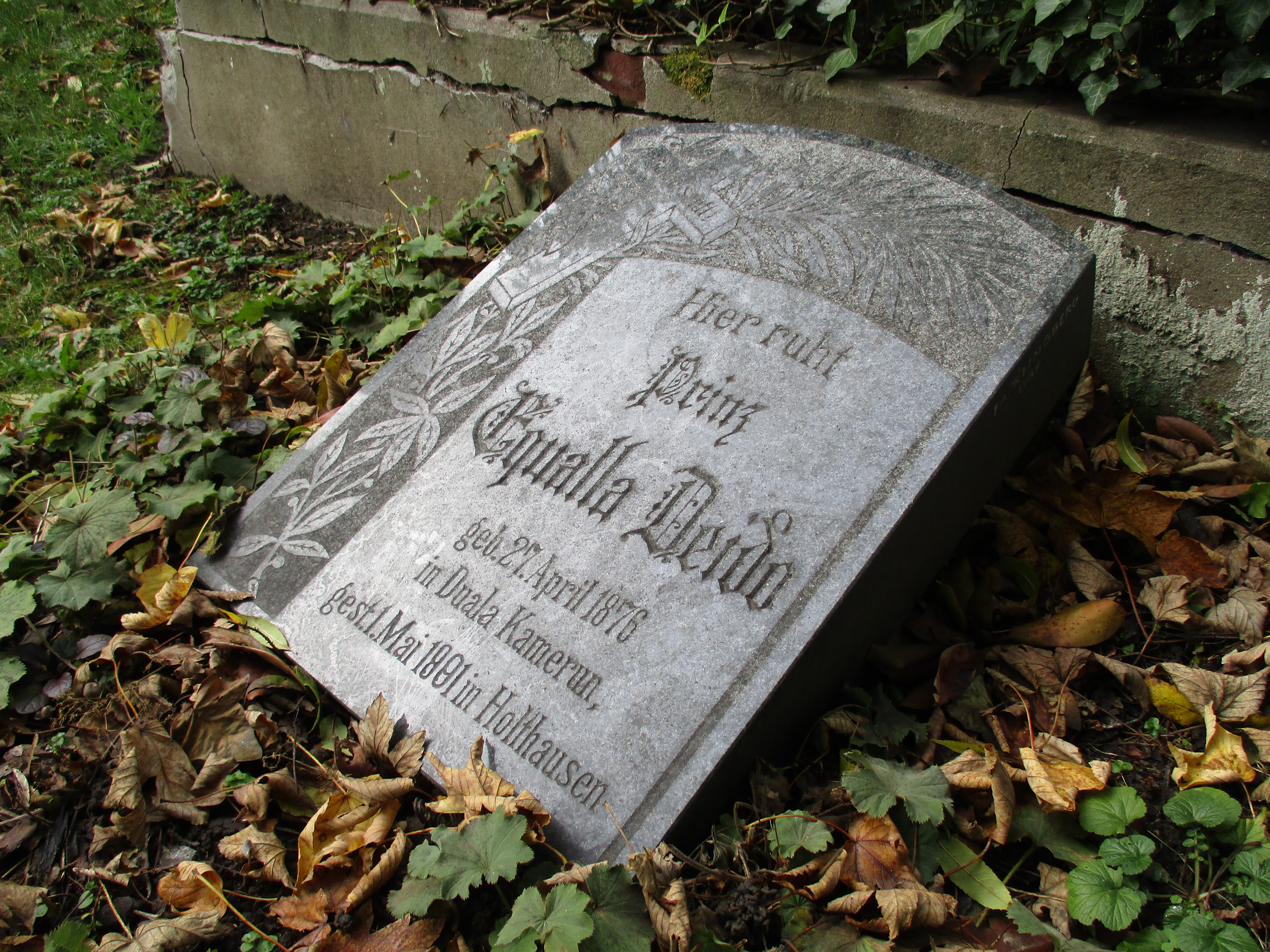
Grabstein von Prinz Equalla Deido auf dem Historischen Friedhof Holthausen in Mülheim an der Ruhr.

Prinz Moses Equalla Deido (* 27. April 1876 in Douala, Kamerun; † 1. Mai 1891 in Holthausen (heute Mülheim an der Ruhr)) war der erstgeborene Sohn des angesehenen Häuptlings Jim Equalla Deido in Kamerun. Mit 14 Jahren entsandte ihn sein Vater in das Deutsche Kaiserreich, wo er nach preußischem Vorbild erzogen werden sollte, um später die Familie in Politik und Handel mit der Kolonialmacht zu unterstützen. So kam der Kameruner Prinz schließlich in das dörfliche Holthausen, damals noch ein Vorort von Mülheim an der Ruhr. Dort wohnte er bei dem Volksschulrektor Heinrich de Jong und seiner Frau Anna und besuchte die Victoriaschule am Werdener Weg. Wenige Monate nach seiner Ankunft starb der von Heimweh geplagte Teenager mit nur 15 Jahren an den Folgen einer Lungenentzündung. Sein Grab befindet sich auf dem Historischen Friedhof Holthausen am Witthausbusch.

## Geschichtliches
Über das Leben des Kameruner Prinzen in der damaligen Landbürgermeisterei Heißen ist nicht viel bekannt. Er wohnte nur wenige Monate bei seiner Gastfamilie. Sein Grabstein auf dem Historischen Friedhof Holthausen zählt jedoch zu einem der wenigen sichtbaren Zeugnisse der Kolonialgeschichte im Deutschen Reich.

### Kamerun im 19. Jahrhundert
Prinz Moses Equalla Deido stammte aus einer angesehenen Familie der Duala aus der Lineage der Akwa an der Kamerunbucht. Sie pflegte bereits lange vor der Gründung der deutschen Kolonie Kamerun Handelskontakte nach Europa und Amerika. Sein Vater König Epee „Jim“ Equalla Deido war mit sieben Frauen verheiratet. Sein Duala-Name lautete Songue Epee Ekwalla Eyoum Ebelle. Gegenüber den Weißen verwendete die Duala-Gesellschaft jedoch meist einen anderen, für europäische Zungen leichter auszusprechende, Namen. Konvertierte Duala nahmen oft einen christlichen Namen an. Einen großen Einfluss hatte hierbei die Jamaican Baptist Missionary Society, einer Gruppe ehemaliger Sklaven, die ab 1841 als Missionare nach Kamerun zurückkamen und später, im Zuge der deutschen Kolonisation, ab 1886 die Basler Mission.

### Gesellschaftsstruktur der Duala
Einflussreiche, durch Handel reich gewordene Stammesoberhäupter der Duala wurden ehrenvoll „Kings“ genannt. Bekannte Vertreter sind King Akwa und King Bell. Den Adelstitel bekamen die Häuptlinge der Clans von den Europäern zugewiesen. Er war eine Adaption zur eigenen Gesellschaftsstruktur anhand der vermeintlichen Hierarchien zwischen den einheimischen Stammesgruppen. Die Standes- und Verwandtschaftsverhältnisse innerhalb der polygamen Duala-Gesellschaft war für christlich geprägte Europäer nur schwer durchschaubar. Neben Blutsverwandten gehörten auch soziale Verwandte zur Familie. Heiratete ein Mann eine Frau, die bereits Kinder von einem anderen Mann hatte, galten diese von nun an als Kinder des Ehemanns, auch wenn keine Blutsverwandtschaft bestand. Je näher ein Stammesoberhaupt mit dem Vorfahren aller Duala, Ewale a Mbedi, verwandt war, umso höher war auch sein Ansehen.
Prinz Equalla Deidos Vater kam allerdings weniger Ehre zuteil. Der Reichtum des Clans begründete sich auf Piraterie und Sklavenhandel. Erst später, durch den Einfluss der Briten und Franzosen, stieg er Mitte des 19. Jahrhunderts in den Kolonialwarenhandel mit den Europäern ein. Anhand seines Ansehens bei den anderen Stämmen bezeichneten die Kolonialisten Epee „Jim“ Equalla Deido deswegen nur als „Headman“ (Häuptling). Er beanspruchte für sich aufgrund seiner Herkunft jedoch die gleichen Rechte und Ehren wie die anderen zu „Königen“ ernannten Stammesoberhäupter.

### Schutzvertrag und Handelsbeziehungen
Im Jahre 1884 gehörte Epee „Jim“ Equalla Deido zu den Mitunterzeichnern des Schutzvertrags von Reichskommissar Gustav Nachtigal, der den Duala unter anderem das Monopol auf den Zwischenhandel zusicherte. Einen großen Einfluss auf das Vertrauen in die deutschen Handelspartner hatte die Kolonialmacht Reedern wie Carl Woermann zu verdanken. Im Gegensatz zu den britischen und französischen Händlern nutzten die Deutschen anstelle von Glasmurmeln und Kaurimuscheln nützliche Tauschwaren wie Stoffe, Gewehre und Branntwein. Einheimische Händler bekamen die begehrten Güter oftmals als Kredit für spätere Warenlieferungen in die dafür errichteten Handelsniederlassungen.
Letztendlich war der Vertrag nicht einmal das Papier wert, auf dem er geschrieben wurde. Schon kurz nach der Unterzeichnung löste er unter den Clans alte Konflikte aus und führte zum Duala-Deutschen Krieg. Nach Befriedung der Schutzgebiete musste die schwarze Bevölkerung hohe Reparationen in Form von Naturalien an die Kolonialverwaltung abgeben oder wurde zu harter Arbeit auf den Plantagen und zum Ausbau der Straßen und Bahnstrecken gezwungen. Teilweise unter Prügelstrafe und in Ketten. Beschwerdeschreiben der Duala über die ungerechte Behandlung an den Gouverneur verliefen ins Leere.

### Ausbildung in der Ferne
Um dennoch die Handelsbeziehungen mit den Kolonialmächten zu stärken, pflegten einflussreiche Häuptlinge die Sitte, ihre Söhne zur Ausbildung nach Europa zu entsenden. Dort sollten sie die Sprache und Gepflogenheiten des Landes kennen lernen, um später die Familie in Politik und Handel zu unterstützen. Über die kirchlichen Missionen wurden sie an Gastfamilien vermittelt und reisten mit Handelsschiffen nach Europa. Für die Stammesoberhäupter war dies eine teure Investition. Pro Jahr kostete die Ausbildung ihrer Kinder rund 2.000 Mark. Zum Vergleich: Ein deutscher Arbeiter verdiente um 1890 etwa 684 Mark im Jahr.
Obwohl den Missionen aus den Kolonien ernsthaft angeraten wurde, keine Schüler aus den afrikanischen Schutzgebieten mehr ins Deutsche Reich zu bringen, da man fürchtete, dass sie während der Ausbildung mit Gewerkschaftern oder gar der SPD in Kontakt kamen, bestieg Prinz Equalla Deido ein Schiff und reiste Richtung Hamburg.

### Moses Equalla Deido kommt nach Mülheim
1890 betrat der Kameruner Prinz mit 14 Jahren zum ersten Mal deutschen Boden. Bis dahin kannte er das Land hauptsächlich aus der Missionsschule und den Erzählungen von Stammesangehörigen, die im Rahmen von Hagenbecks Völkerschauen durch die Großstädte Deutschlands tourten. Ein Kolonialwarenhändler brachte ihn ins Ruhrgebiet. Sein neues Zuhause fand er in Mülheim an der Ruhr, genauer gesagt in der dörflich geprägten Landgemeinde Holthausen. Dort besuchte er die evangelische Viktoriaschule am Werdener Weg.
Trotz der freundlichen Aufnahme bei seinem Lehrer und Volksschuldirektor Heinrich de Jong und seiner Frau Anna, dem guten Kontakt zu seinen Mitschülern und den Nachbarskindern, fühlte er sich an seinen neuen Wohnort nie richtig wohl. Das kühle, regnerische Wetter, das ungewohnte Essen, sowie die seltsamen Sitten und Gebräuche der Menschen weckten in ihm die Sehnsucht nach seinem Heimatland. Der Wunsch seines Vaters, Moses Equalla nach preußischem Vorbild erziehen zu lassen und die damit verbundene Entwurzelung lastete als schwere Bürde auf den jungen Kameruner. Das einzige existierende Portraitfoto von Moses Equalla Deido aus dem Stadtarchiv Mülheim zeigt einen Teenager mit abgeklärtem Blick und traurigen Augen.
Das preußische Schulsystem galt wegen seiner hohen Alphabetisierungsrate als zu den besten der Welt gehörend. Der Unterricht war allerdings sehr streng und militärisch ausgerichtet. Auf individuelle Bedürfnisse und Talente wurde keine Rücksicht genommen. Ziel war es, vaterlandstreue und gottesfürchtige Untertanen heranzuziehen und die aufkommenden sozialistischen und marxistischen Strömungen zurückzudrängen. Man befürchtete Aufstände und den Verfall der Gesellschaft. Schülern aus den afrikanischen Schutzgebieten stand trotz guter Noten nur eine Volksschulbildung und eine Ausbildung in einfachen Dienstleistungs- und Handwerksberufen oder als Soldat bei der Armee zu. Für die Kolonien brauchte man tüchtige Arbeiter, die mit den hohen Temperaturen zurecht kamen, keine studierten Denker.

### Stundenplan
Beispiel für einen preußischen „Lectionsplan“ einer mitteldeutschen dörflichen Volksschule für die Sommermonate aus dem Jahr 1894 nach den Stiehlschen Reformen von 1854. Equalla Deidos Unterricht dürfte ähnlich ausgesehen haben. Hinzu kam Sprachunterricht und Sonntags Kirche.
| Stunden           | Montag                         | Dienstag                  | Mittwoch                                 | Donnerstag        | Freitag                   | Samstag                                                                       |
| ----------------- | ------------------------------ | ------------------------- | ---------------------------------------- | ----------------- | ------------------------- | ----------------------------------------------------------------------------- |
| 7:00 – 8:00 Uhr   | Katechismus                    | Biblische Geschichte      | Bibellesen                               | Katechismus       | Biblische Geschichte      | Perikopen und Kirchenlied                                                     |
| 8:00 – 9:00 Uhr   | Lesen und grammatische Übungen | Rechnen                   | Rechnen                                  | Lesen und Rechnen | Rechnen                   | Grammatische Übungen                                                          |
| 9:00 – 10:00 Uhr  | Geographie                     | Lesen und Aufschreiben    | Lesen und Aufsatz, orthographische Übung | Geographie        | Lesen und Aufschreiben    | Schreiben im Buche (Aufsatz) mit besonderer Berücksichtigung der Orthographie |
| 10:00 – 11:00 Uhr | Turnen                         | Vaterländische Geschichte | Naturgeschichte                          | Turnen            | Vaterländische Geschichte | Singen                                                                        |

Seine Freizeit verbrachte der junge Prinz oft mit den Kindern aus der Nachbarschaft in den nahegelegenen Wäldern. Die Lehmgruben am Oppspring, Witthausbusch und im Rumbachtal dienten ihnen als Abenteuerspielplätze. Im Winter 1891 wurde ihm das zum Verhängnis. Beim gemeinsamen Spiel fiel er in eine wassergefüllte Lehmgrube und zog sich eine schwere Lungenentzündung zu, von der er sich nie mehr erholte. Er starb am 1. Mai 1891.

## Das Grab des Prinzen
Prinz Moses Equalla Deidos Beerdigung auf dem Holthausener Friedhof erfolgte unter großer Anteilnahme der Bevölkerung. Ein Abschiedsgedicht, dass wenige Tage später im Mülheimer Generalanzeiger erschien, zeugt von starker Verbundenheit. Die Grabplatte ist mit Kakaopflanzen, einem Palmzweig und einem Kreuz verziert und befindet sich am nordwestlichen Rand der Friedhofeingränzung.
Sein Vater König Epee „Jim“ Equalla Deido konnte erst 11 Jahre später das Grab besuchen, nachdem er mit einer gemeinsamen Delegation der Familien Bell und Akwa nach Berlin reiste, um die schriftliche Beschwerde der Duala über das Verhalten der Kolonialregierung einzureichen. Die Grabstätte wurde 1902 für 100 Jahre als Erbgrab gepachtet. Um die Pflege kümmerte sich das Lehrerehepaar de Jong und die evangelische Gemeinde Holthausen. Selbst nach der Schließung des Friedhofs im Jahre 1917 und dem Ablauf des Pachtvertrags übernahmen Familienangehörige der de Jongs die Fürsorge. Die gläserne Grabplatte wurde 1989 durch ein Replikat aus Stein ersetzt, da die alte gebrochen war.
2015 wurde seine Ruhestätte für das Kulturprojekt „Route der Migration“ vorgeschlagen, um an die Kolonialgeschichte zu erinnern.
2018 sollte der ehemalige Holthausener Friedhof für ein Bauprojekt freigegeben werden. Eine private Bürgerinitiative verhinderte dies uns sorgt seit dem mit Spenden für den Erhalt des Grundstücks. Das Grab von Moses Equalla Deido bleibt somit auch erhalten. Es wird regelmäßig neu bepflanzt und eine Kerze angezündet.